# Hilbertraum-Darstellung
Hilbertraum-Darstellungen sind eine wichtige mathematische Methode zur Untersuchung von Banach-*-Algebren, insbesondere C*-Algebren und Faltungsalgebren lokalkompakter Gruppen. 
Es handelt sich dabei um Darstellungen als Algebren von Operatoren auf Hilberträumen. 
Gegenüber der allgemeinen in der Algebra betrachteten Darstellungstheorie liegen wegen der Hilbertraum-Struktur zusätzliche Strukturelemente vor. 
Da ist zunächst die Topologie des Hilbertraums, die auch auf dem Raum der stetigen linearen Operatoren eine Topologie erzeugt. 
Eine weitere wichtige Rolle spielt die Involution in der Algebra der stetigen linearen Operatoren auf einem Hilbertraum, die durch die Adjunktion gegeben ist.

## Definitionen
Ist {\displaystyle H} ein Hilbertraum, so ist die Algebra {\displaystyle L(H)} der stetigen linearen Operatoren mit der Operatornorm eine C*-Algebra. 
Ist {\displaystyle A} eine Banach-*-Algebra, so heißt jeder *-Homomorphismus {\displaystyle \pi \colon A\rightarrow L(H)} eine Darstellung von {\displaystyle A} auf {\displaystyle H}.
Jede Darstellung ist mit dieser Definition bereits eine Kontraktion bezüglich der Norm der Banach-*-Algebra und der Operatornorm auf {\displaystyle L(H)} und somit stetig.
Viele aus der algebraischen Darstellungstheorie bekannten Begriffsbildungen haben topologische Varianten, die im nächsten Abschnitt vorgestellt werden.

## Weiterführende Begriffsbildungen
Eine Hilbertraum-Darstellung {\displaystyle \pi } heißt zyklisch, wenn es einen Vektor  {\displaystyle \xi \in H} gibt, so dass {\displaystyle \{\pi (a)\xi ;\,a\in A\}\subset H} dicht liegt. 
Ein Unterraum {\displaystyle U\subset H} heißt invariant (bzgl. der Darstellung {\displaystyle \pi }), falls {\displaystyle \pi (a)U\subset U} für alle {\displaystyle a\in A}. 
Ist {\displaystyle U} abgeschlossen, also selbst ein Hilbertraum, so ist {\displaystyle \pi |_{U}\colon A\rightarrow L(U),\,\pi |_{U}(a):=\pi (a)|_{U}\colon U\rightarrow U} wieder eine Hilbertraum-Darstellung, sie heißt die zu {\displaystyle U} gehörige Teildarstellung. 
Da wir es hier mit *-Homomorphismen zu tun haben, ist das orthogonale Komplement {\displaystyle U^{\perp }} ebenfalls invariant. Daher ist jedes {\displaystyle \pi (a)} die direkte Summe der Operatoren {\displaystyle \pi (a)|_{U}\,} und {\displaystyle \pi (a)|_{U^{\perp }}}. Dafür schreibt man kurz {\displaystyle \pi =\pi |_{U}\oplus \pi |_{U^{\perp }}}, man spricht dann auch von einer direkten Summe von Teildarstellungen. Abgeschlossene invariante Unterräume erlauben also die Zerlegung der Darstellung in Darstellungen auf kleineren Räumen.
Die kleinsten „Bausteine“ von Hilbertraum-Darstellungen auf {\displaystyle H} sind solche, die keine abgeschlossenen invarianten Teilräume außer {\displaystyle \{0\}} und {\displaystyle H}  haben. Derartige Darstellungen nennt man topologisch irreduzibel. 
Die Nulldarstellung ist der Nullhomomorphismus {\displaystyle A\rightarrow L(H)}. Eine Darstellung heißt nicht-ausgeartet oder nicht-degeneriert, wenn es außer {\displaystyle \{0\}} keinen abgeschlossenen invarianten Unterraum gibt, so dass die Einschränkung darauf die Nulldarstellung ist.
Jede Darstellung ist die direkte Summe aus zyklischen Teildarstellungen und einer Nulldarstellung.
Eine nicht-degenerierte Darstellung ist demnach eine direkte Summe zyklischer Darstellungen und umgekehrt.

Zwei Darstellungen {\displaystyle \pi _{1}\colon A\rightarrow L(H_{1})} und {\displaystyle \pi _{2}\colon A\rightarrow L(H_{2})} heißen äquivalent, wenn es einen unitären Operator {\displaystyle U\colon H_{1}\rightarrow H_{2}} gibt, so dass {\displaystyle \pi _{1}(a)\,=\,U^{*}\pi _{2}(a)U} für alle {\displaystyle a\in A}. Zwischen äquivalenten Darstellungen besteht praktisch kein Unterschied, es sind lediglich die Bezeichnungen für die Hilbertraumvektoren (vermöge {\displaystyle U}) ausgetauscht. 
Es gibt sehr viele Darstellungen, zu jeder Kardinalzahl wenigstens eine, nämlich die Nulldarstellung auf einem Hilbertraum mit einer Basis dieser Kardinalität, und all diese Darstellungen sind paarweise nicht äquivalent. Man kann also nicht von der Menge der Äquivalenzklassen von Darstellungen sprechen. Bei irreduziblen Darstellungen, die in einem gewissen Sinne klein sind, ist das anders. Ist {\displaystyle A} eine C*-Algebra oder eine Gruppenalgebra, so bilden die Äquivalenzklassen irreduzibler Darstellungen eine Menge, die man  {\displaystyle {\hat {A}}} schreibt und das Spektrum von {\displaystyle A} nennt.
Die Kerne irreduzibler Darstellungen sind Ideale, die man primitiv nennt. Es ist klar, dass äquivalente Darstellungen zum selben primitiven Ideal führen, die Umkehrung gilt nicht, wohl aber für postliminale C*-Algebren. Mit {\displaystyle {\mbox{Prim}}(A)} wird der Raum der primitiven Ideale bezeichnet. Man hat dann eine surjektive Abbildung {\displaystyle {\hat {A}}\rightarrow {\mbox{Prim}}(A),\,[\pi ]\mapsto {\mbox{ker}}(\pi )}. Weiter sind primitive Ideale Primideale. Daher trägt der Raum der primitiven Ideale die relative Zariski-Topologie. Die Initialtopologie bezüglich der Abbildung {\displaystyle {\hat {A}}\rightarrow {\mbox{Prim}}(A)} ist dann die üblicherweise auf dem Spektrum von {\displaystyle A} betrachtete Topologie.

## Sätze über Darstellungen

### GNS-Konstruktion
Ein Zustand auf einer Banach-*-Algebra {\displaystyle A} mit durch 1 beschränkter Approximation der Eins {\displaystyle (e_{i})_{i}} ist ein stetiges lineares Funktional {\displaystyle f\colon A\rightarrow \mathbb {C} } mit {\displaystyle \|f\|=1} und {\displaystyle f(a^{*}a)\geq 0} für alle {\displaystyle a\in A}. 
Zu einem solchen Zustand kann wie folgt eine Darstellung konstruiert werden:
Zum Zustand {\displaystyle f} setze {\displaystyle N_{f}:=\{x\in A:f(x^{*}x)=0\}}. 
Dann definiert die Formel {\displaystyle \langle x+N_{f},y+N_{f}\rangle =f(y^{*}x)} ein Skalarprodukt auf dem Quotientenraum {\displaystyle A/N_{f}}. 
Die Vervollständigung bzgl. dieses Skalarproduktes ist ein Hilbertraum {\displaystyle H_{f}}. 
Für jedes {\displaystyle a\in A} lässt sich die Abbildung {\displaystyle x+N_{f}\mapsto ax+N_{f}} zu einem stetigen linearen Operator {\displaystyle \pi _{f}(a)} auf {\displaystyle H_{f}} fortsetzen. Dann zeigt man, dass die so erklärte Abbildung {\displaystyle \pi _{f}\colon A\rightarrow L(H_{f})} eine zyklische Darstellung ist mit {\displaystyle \pi _{f}(e_{i})\rightarrow {\mbox{id}}_{H_{f}}} bzgl. der starken Operatortopologie.
Diese Konstruktion von {\displaystyle \pi _{f}} aus {\displaystyle f} nennt man nach Gelfand, Neumark und Segal die GNS-Konstruktion (siehe auch Satz von Gelfand-Neumark), {\displaystyle \pi _{f}} heißt auch die GNS-Darstellung zum Zustand {\displaystyle f}.

### Einhüllende C*-Algebra, einhüllende Von-Neumann-Algebra
Sei {\displaystyle A} eine  Banach-*-Algebra  mit durch 1 beschränkter Approximation der Eins. Die direkte Summe aller GNS-Darstellungen {\displaystyle \pi _{f}}, wobei {\displaystyle f} die Menge aller Zustände durchläuft, heißt die universelle Darstellung {\displaystyle \pi _{u}} von {\displaystyle A}. 
{\displaystyle \pi _{u}} ist eine nicht-degenerierte Darstellung auf dem Hilbertraum {\displaystyle H_{u}:=\bigoplus H_{f}}. Im Falle von C*-Algebren und Gruppenalgebren ist die universelle Darstellung treu (das heißt injektiv). Der Abschluss von {\displaystyle \pi _{u}(A)\subset L(H_{u})} bezüglich der Normtopologie heißt die einhüllende C*-Algebra von {\displaystyle A}. Der Abschluss von {\displaystyle \pi _{u}(A)\subset L(H_{u})} bezüglich der schwachen Operatortopologie enthält den Operator {\displaystyle {\mbox{id}}_{H_{u}}} und heißt die einhüllende Von-Neumann-Algebra von {\displaystyle A}. Die einhüllende Von-Neumann-Algebra einer C*-Algebra kann mit ihrem Bidual, versehen mit dem Arens-Produkt, identifiziert werden.

### Existenz irreduzibler Darstellungen, atomare Darstellung
Es ist a priori nicht klar, ob es im Falle von C*-Algebren oder Gruppenalgebren {\displaystyle A} überhaupt irreduzible Darstellungen gibt. In der Tat ist es aber so, dass es zu jedem {\displaystyle 0\not =a\in A} eine irreduzible Darstellung {\displaystyle \pi } gibt mit {\displaystyle \pi (a)\not =0}, wie man mittels der GNS-Konstruktion beweisen kann. Daraus folgt sofort, dass die direkte Summe {\displaystyle \textstyle \bigoplus _{[\pi ]\in {\hat {A}}}\pi } eine treue Darstellung ist. Diese spezielle Darstellung, die also zu jeder irreduziblen Darstellung genau eine dazu äquivalente Teildarstellung enthält, nennt man die atomare Darstellung.
Manche Klassen von C*-Algebren werden durch ihre irreduziblen Darstellungen charakterisiert:
- Eine C*-Algebra ist genau dann kommutativ, wenn jede irreduzible Darstellung eindimensional ist.
- Eine C*-Algebra heißt CCR-Algebra (completely continuous representations), wenn das Bild jeder irreduziblen Darstellung gleich der Algebra der kompakten Operatoren ist.
- Eine C*-Algebra heißt GCR-Algebra (generalized completely continuous representations), wenn das Bild jeder irreduziblen Darstellung die Algebra der kompakten Operatoren umfasst.

### Transitivitätssatz von Kadison
Eine Darstellung heißt algebraisch irreduzibel, wenn es außer {\displaystyle \{0\}} und {\displaystyle H} keine invarianten Unterräume, also auch keine nicht-abgeschlossenen, gibt. Algebraische Irreduzibilität ist demnach die stärkere Forderung; es gilt aber der Transitivitätssatz von Kadison, der mit Hilfe des  Dichtheitssatzes von Kaplansky bewiesen werden kann:
- Seien {\displaystyle A} eine C*-Algebra und {\displaystyle \pi \colon A\rightarrow L(H)} eine topologisch irreduzible Darstellung. Weiter seien {\displaystyle \xi _{1},\ldots ,\xi _{n}\in H} linear unabhängig und {\displaystyle \eta _{1},\ldots ,\eta _{n}\in H}. Dann gibt es ein {\displaystyle a\in A} mit {\displaystyle \pi (a)\xi _{i}\,=\,\eta _{i}} für alle {\displaystyle i=1,\ldots ,n}.

Daraus ergibt sich sofort folgendes Korollar:
- Eine Darstellung einer C*-Algebra ist genau dann topologisch irreduzibel, wenn sie algebraisch irreduzibel ist.

Es ist nur zu zeigen, dass topologisch irreduzible Darstellungen auch algebraisch irreduzibel sind, denn die Umkehrung ist klar. Ist {\displaystyle U\subset H} ein von {\displaystyle \{0\}} verschiedener invarianter Vektorraum, so gibt es ein von 0 verschiedenes {\displaystyle \xi \in U}. 
Ist {\displaystyle \eta \in H} beliebig, so gibt es nach dem Transitivitätssatz ein {\displaystyle a\in A} mit {\displaystyle \pi (a)\xi =\eta }. Da {\displaystyle U} invariant ist, folgt {\displaystyle \eta \in U}, also insgesamt {\displaystyle U=H}. Die einzigen invarianten Unterräume sind daher {\displaystyle \{0\}} und {\displaystyle H}, das heißt, es liegt algebraische Irreduzibilität vor.